# Europese kampioenschappen kyokushin-kan karate 2008 (KI)
De Europese kampioenschappen kyokushin karate 2008 waren door Kyokushin-Kan International (KI) georganiseerde kampioenschappen voor kyokushinkai karateka's. De tweede editie van de Europese kampioenschappen vond plaats in het Russische Moskou.

## Resultaten
| Gewichtsklasse    | Goud                | Zilver                 | Brons                               |
| ----------------- | ------------------- | ---------------------- | ----------------------------------- |
| Lichtgewicht      | Khizirhazhi Khasuev | Astemir Beslaneev      | Ruslan Ilyasov Ruslan Zlenko        |
| Middengewicht     | Arsen Hachatryan    | Shamsudin Abdurashidov | Alexei Mezhevstov Alexander Erokhin |
| Zwaargewicht      | Dmitriy Savelyev    | Magomed Mitsaev        | Sergey Osipov Alexei Gorokhov       |
| Superzwaargewicht | Timur Gatashev      | Arthur Tilov           | Alexander Ibragimov Sergey Melyuk   |